# Bases de míssils subterrànies iranianes
Segons les autoritats iranianes, les bases o sitges de míssils subterrànies iranianes ( persa: پایگاه های موشکی زیرزمینی ایران ), també conegudes com les ciutats dels míssils ( persa: شهرهای موشکی) existeixen a totes les províncies i ciutats de l' Iran. Les bases contenen camions llançadors de transportadors mòbils per carretera, juntament amb altres maquinari. Un vídeo d'un dels llocs de míssils va ser publicat per primera vegada el 14 d'octubre de 2015 pel general de brigada Amir Ali Hajizadeh, comandant de la Força Aeroespacial de l'Exèrcit dels Guardians de la Revolució Islàmica. Això va ser només uns dies després que els mitjans estatals de l'Iran emetissin la notícia de les proves d'un míssil balístic d'abast mitjà de nova generació, l'Emad. Amir Ali Hajizadeh va afirmar que: "Els míssils iranians de diferent abast estan preparats per ser llançats des de bases subterrànies quan el líder suprem l'aiatol·là Ali Khamenei ho ordeni", i va afegir que "l'Iran va crear bases de míssils a totes les províncies i ciutats del país en una profunditat de 500 metres".
Les bases es van tornar a mostrar a la televisió el 5 de gener de 2016, enmig de l'augment de les tensions amb l'Aràbia Saudita després de l'execució del clergue xiïta Nimr al-Nimr. El segon comandant de la Guàrdia Revolucionària es va presumir que els dipòsits i instal·lacions subterrànies de l'Iran estaven tan plens que no sabia on emmagatzemar nous míssils.

## Anàlisi
La publicació de les imatges de les bases de míssils subterrànies iranianes va proporcionar la situació perquè els legisladors demostressin que l'acord nuclear de juliol no havia debilitat l'exèrcit de l'Iran i va ser una mostra de força de l'Iran en resposta a les potències occidentals, especialment els EUA., parlant d'opcions militars contra l'Iran malgrat l'acord nuclear, segons The Guardian. Hajizadeh va dir que l'Iran no buscava iniciar una guerra, però "si els enemics s'equivoquen, les bases de míssils esclataran com un volcà des de la profunditat de la terra".
Segons Tal Inbar, un expert sènior en defensa israelià i cap del Centre d'Investigació Espacial de l'Institut Fisher d'Estudis Estratègics de l'Aire i l'Espai a Herzliya, aquesta base de míssils "permet a la República Islàmica emmagatzemar i disparar de manera encoberta míssils superfície a superfície". Va descriure la instal·lació subterrània, la ubicació de la qual es desconeix, com un "sistema complex d'enormes túnels". També va afegir que aquestes bases podrien ser utilitzades per l'Iran per a "un atac sorpresa amb míssils de barrage".

## Llista de coordenades de TEL o bermes del túnel i cims de les muntanyes
| Base de míssils                                                                                     | Província  | Coordenades |
| --------------------------------------------------------------------------------------------------- | ---------- | ----------- |
| Base de míssils subterrània de Khorramabad La majoria de les sitges de míssils en una base del país | Lorestan   |             |
| Base subterrània de Kenesht Canyon North                                                            | Kermanshah |             |
| Base subterrània de míssils Panj Pelleh                                                             | Kermanshah |             |